# Еглиз Нев д'Исак
Еглиз Нев д'Исак (фр. Église-Neuve-d'Issac) насеље је и општина у југозападној Француској у региону Аквитанија, у департману Дордоња која припада префектури Бержерак.
По подацима из 2011. године у општини је живело 131 становника, а густина насељености је износила 7,86 становника/km². Општина се простире на површини од 16,67 km². Налази се на средњој надморској висини од 126 метара (максималној 184 m, а минималној 75 m).

## Демографија
| 1962. | 1968. | 1975. | 1982. | 1990. | 1999. | 2011. |
| ----- | ----- | ----- | ----- | ----- | ----- | ----- |
| 138   | 150   | 135   | 142   | 115   | 119   | 131   |

График промене броја становника у току последњих година